# Lepidosaphes subnivea
Lepidosaphes subnivea är en insektsart som beskrevs av Robert Malcolm Laing 1929. Lepidosaphes subnivea ingår i släktet Lepidosaphes och familjen pansarsköldlöss. Inga underarter finns listade i Catalogue of Life.